# Esino Lario
Esino Lario (lombardul: Isen vagy Esin) település Olaszországban, Lombardia régióban, Lecco megyében. Lakosainak száma 760 fő (2023. január 1.). Esino Lario Cortenova, Lierna, Mandello del Lario, Pasturo, Primaluna, Taceno, Varenna, Perledo és Parlasco községekkel határos.

## Népesség
A település lakossága az elmúlt években az alábbi módon változott:
| Lakosok száma | 798  | 747  | 745  | 760  |
|               | 2008 | 2017 | 2018 | 2023 |